# Limonium calliopsium
Limonium calliopsium ist eine Pflanzenart aus der Gattung der Strandflieder (Limonium) in der Familie der Bleiwurzgewächse (Plumbaginaceae).

## Merkmale
Limonium calliopsium ist ein ausdauernder Halbstrauch, der Wuchshöhen von 40 bis 55 Zentimeter erreicht. Der Stängel ist nicht bereits am Grund verzweigt. Hin und wieder sind achselständige Blattrosetten vorhanden. Die Blätter messen 25 bis 35 × 7 bis 8 Millimeter, sind spatelig, flach, nicht fleischig und gerundet bis kurz stachelspitzig. Der Umriss der Rispe ist dreieckig. Die Ähren sind einseitswendig, abwärtsgekrümmt, (30) 50 bis 57 (85) Millimeter groß und haben je Zentimeter 2 zweiblütige Ährchen. Das innere Tragblatt ist 8 bis 8,5 Millimeter groß. Der Kelch ist 7 bis 8 Millimeter groß. 
Die Blütezeit liegt im Juli.

## Vorkommen
Limonium calliopsium ist auf Kreta in der Präfektur Rethymno endemisch. Sie kommt hier an der Nordküste am Meer vor. Die Art wächst auf Kalk- und Konglomeratfelsen.

## Belege
- Ralf Jahn, Peter Schönfelder: Exkursionsflora für Kreta. Mit Beiträgen von Alfred Mayer und Martin Scheuerer. Eugen Ulmer, Stuttgart (Hohenheim) 1995, ISBN 3-8001-3478-0, S. 227.